# RTP1 HD
A RTP1 HD é um canal de televisão em alta definição com emissão na TV paga em Portugal, que transmite em alta definição alguns dos conteúdos do canal principal da RTP, a RTP1.
Iniciou as emissões no verão de 2008 para emitir os Jogos Olímpicos de Pequim. Não emitiu mais nada nesse ano.
Em 2009, voltou, desta feita para transmitir 11 jogos de futebol da UEFA Champions League.
Em 2010 transmitiu a 1ª e 2ª meia final, assim como a final do Festival RTP da Canção 2010. Transmitiu, também, os jogos do Campeonato Mundial de Futebol FIFA 2010 e em exclusivo para o MEO transmitiu-os com opções interactivas que permitiam seguir um jogador ou treinador de uma equipa e também ver o resumo do jogo. Também transmitiu a série portuguesa de investigação criminal Cidade Despida, com Catarina Furtado, sendo a primeira série portuguesa transmitida em HD.
A 27 de Agosto de 2011 transmitiu em HD a Supertaça Europeia e em Outubro os jogos de qualificação da selecção portuguesa para o Euro 2012.
Transmitiu os jogos de Portugal do Euro 2012 e de seguida os Jogos Olímpicos de Londres, tendo neste último caso o canal ter passado a se chamar RTP Olímpicos HD.
Entretanto a RTP HD, acabou por desaparecer para dar lugar à RTP1 HD. Ao espaço deixado pela antiga RTP HD, é impossível ser determinado o uso que a RTP a dará, como por exemplo, se a utilizará para dar lugar a um novo canal temático da RTP (tal como a RTP3 e RTP Memória) com programação própria.
Até 2018, a RTP 1 irá estar totalmente em alta definição, mais provavelmente no segundo semestre de 2017 (altura da rentrée televisiva). Assim, dará mais e melhor qualidade aos telespectadores. Os restantes canais do grupo RTP, como a RTP2 e RTP3 irão, assim, sucessivamente, transmitir em HD até 2020. A par da migração para o HD, a estação pública quer terminar a utilização de máquinas de videotape, “que conforme informação da União Europeia de Rádio e Televisão vai deixar de ter suporte de manutenção e peças”, e também “promover os esforços necessários no sentido de melhorar a qualidade da rede de distribuição da TDT e a qualidade técnica das recepções por parte dos telespectadores”.